# 결혼의 풍경
《결혼의 풍경》(Scener Ur Ett Aktenskap, Scenes From A Marriage)은 스웨덴에서 제작된 잉그마르 베르히만 감독의 1973년 영화이다. 리브 울만 등이 주연으로 출연하였다.

## 에피소드
TV 미니시리즈의 6개 에피소드는 1973년 4월 11일부터 5월 16일까지 방영되었다. 각 에피소드는 약 50분 길이로, 미니시리즈는 총 282분이다.
각 에피소드의 장면들은 168분 길이의 영화 버전에 등장한다. 에피소드 제목은 영화 버전에서 챕터 제목으로 나타난다.
| 번호 | 제목                                                                                  | 본 방송 날짜    |
| --- | ------------------------------------------------------------------------------------- | --------------- |
| 1 | "순수함과 공포 (Oskuld och panik)"                                                    | 1973년 4월 11일 |
| 부유한 부부 마리안과 요한은 결혼 10주년 후 결혼 서약을 갱신한 뒤 사랑에 대한 잡지 시리즈 인터뷰를 한다. 인터뷰에서 그들은 두 딸을 둔 이상적인 부부로 보인다. 그 후, 그들은 비참한 관계를 가진 피터와 카타리나 부부를 맞이한다. 마리안은 요한에게 임신했다고 밝히고, 낙태를 하게 된다.                                                                |                                                                                       |                 |
| 2 | "덮어두기의 기술 (Konsten att sopa under mattan)"                                     | 1973년 4월 18일 |
| 마리안은 어느 날 아침, 가족이 매주 하듯이 저녁 식사를 위해 부모님을 방문하지 않기로 결심하지만, 결국 포기한다. 요한이 일하는 대학에서 그는 마리안에게 보여주지 않았던 시를 여성 동료와 공유하고, 그녀는 그 시가 평범하다고 말한다. 나중에 마리안과 요한은 그들의 성생활에서 기쁨이 부족한 것에 대해 논쟁한다.                                        |                                                                                       |                 |
| 3 | "파울라 (Paula)"                                                                      | 1973년 4월 25일 |
| 요한은 마리안에게 훨씬 어린 여자 파울라와 불륜을 저지르고 있으며, 보이지 않는 인물인 그녀와 헤어지기를 원한다고 밝힌다. 그는 몇 달 동안 집을 떠날 작정이며, 그들의 결혼과 오랫동안 떠나고 싶었던 좌절감을 공유한다. 친구에게 도움을 요청하는 전화를 한 후, 마리안은 많은 친구들이 자신보다 먼저 불륜에 대해 알고 있었다는 것을 알게 된다.            |                                                                                       |                 |
| 4 | "눈물의 계곡 (Tåredalen)"                                                             | 1973년 5월 2일  |
| 요한은 마리안을 방문하여 클리블랜드 대학교에서 자리를 맡을 의향이 있다고 밝힌다. 마리안은 그들이 이혼을 마무리해야 한다고 제안하며 재혼에 관심이 있음을 암시한다. 그녀는 치료를 통해 자신에 대해 배운 것을 공유하지만, 요한은 듣지 않는다. |                                                                                       |                 |
| 5 | "문맹자들 (Analfabeterna)"                                                            | 1973년 5월 9일  |
| 마리안과 요한은 이혼을 마무리하기 위해 만나고, 재산 분할, 딸들의 양육, 그리고 마리안이 현재 파트너와의 성생활에서 새로이 즐거움을 느끼는 것에 대해 더 많은 논쟁을 벌인다. 논쟁이 신체적 폭력으로 격화된 후, 요한은 슬프게 서류에 서명한다. |                                                                                       |                 |
| 6 | "세상 어딘가 어두운 집의 한밤중에 (Mitt i natten ett mörkt hus någonstans i världen)" | 1973년 5월 16일 |
| 둘 다 다른 사람과 재혼했음에도 불구하고, 마리안과 요한은 불륜을 위해 만난다. 마리안은 그들이 결혼한 직후인 1955년에 불륜을 저질렀다고 밝힌다. 그들이 결혼한 지 20년이 되었다. 친구의 시골집에 간 마리안은 악몽을 꾸고, 자신이 한 번도 사랑하지 않았고 사랑받지 못했다고 걱정하며 깨어난다. 요한은 그들이 불완전한 사랑을 공유한다고 그녀를 위로한다. |                                                                                       |                 |

## 출연

### 주연
- 리브 울만
- 얼랜드 조셉슨

### 조연
- 비비 앤더슨
- 건넬 린드브롬
- 애니타 월

## 기타
- 의상: 잉게르 페르손